# Kori Rae
Kori Rae est une productrice et animatrice américaine qui travaille pour les studios Disney. Elle est mariée avec la productrice américaine Darla K. Anderson.

## Filmographie

### Productrice
- 2001 : Monstres et Cie
- 2004 : Les Indestructibles
- 2008 : Tokyo Martin
- 2008-2010 : Martin se la raconte (8 épisodes)
- 2009 : Là-haut
- 2013 : Monstres Academy
- 2020 : En avant

### Animatrice
- 1998 : 1 001 pattes
- 1999 : Toy Story 2